# Vicky Peña
Pour les articles homonymes, voir Peña (homonymie).
Vicky Peña (Victoria Peña) (Barcelone, 11 janvier 1954) est une actrice espagnole 
de cinéma, télévision, théâtre et doublage.

## Biographie
Les parents de Vicky Peña sont les acteurs espagnols Felipe Peña et Montserrat Carulla et elle est l'une des actrices les plus importantes du doublage vers l'espagnol et le catalan[réf. nécessaire]. Elle commence comme actrice pour la série de télévision de 1966 La pequeña comedia. Elle a reçu plusieurs prix et elle en a été nommée pour beaucoup[réf. nécessaire].
Elle joue le rôle de la mère d'Ingrid dans la série télévisée Un, dos, tres.
Vicky Peña reçoit en 2023 la Médaille d'or du mérite des beaux-arts, décernée par le Ministère de l'Éducation, de la Culture et des Sports espagnol.

## Filmographie partielle
- 1986 : Werther
- 1987 : La casa de Bernarda Alba
- 1988 : El placer de matar de Félix Rotaeta
- 1992 : El largo invierno de Jaime Camino
- 1995 : Entre rojas
- 1996 : La buena vida
- 1997 : Les Secrets du cœur (Secretos del corazón)
- 1997 : Marquise
- 1998 : El pianista
- 1999 : Em dic Sara
- 2000 : Morir (o no)
- 2000 : Sé quién eres
- 2002 : El deseo de ser piel roja
- 2002 : Piedras
- 2002 : Smoking Room
- 2002 : Noche de fiesta
- 2003 : Las voces de la noche
- 2004 : El principio de Arquímedes
- 2004 : Joves
- 2005 : Con mostaza sabe mejor
- 2006 : Pactar amb el gat
- 2014 : Los tontos y los estúpidos